# Guillaume Heldenstein
Guillaume „Willy” Heldenstein (ur. 4 września 1896 w Luksemburgu, zm. 4 września 1990 tamże) – luksemburski bobsleista, uczestnik igrzysk olimpijskich.
Heldenstein reprezentował Luksemburg na II Zimowych Igrzyskach Olimpijskich w Sankt Moritz w 1928 roku. Wystartował tam w konkurencji męskich czwórek/piątek. Był członkiem załogi LUX, w skład której wchodzili także kapitan Marc Schoetter, Raoul Weckbecker, Pierre Kaempff i Auguste Hilbert. W pierwszym ze ślizgów ekipa zajęła dwudzieste miejsce z czasie 1:45,8. Drugi ślizg poszedł jej lepiej – z czasem 1:46,9 zajęła dziewiętnaste miejsce. W klasyfikacji końcowej załoga zajęła dwudzieste miejsce z łącznym czasem 3:26,3.
Jego brat, François Heldenstein, zdobył srebrny medal w Olimpijskim konkursie sztuki i literatury w konkursie rzeźby.